# Suddivisione Orografica Internazionale Unificata del Sistema Alpino

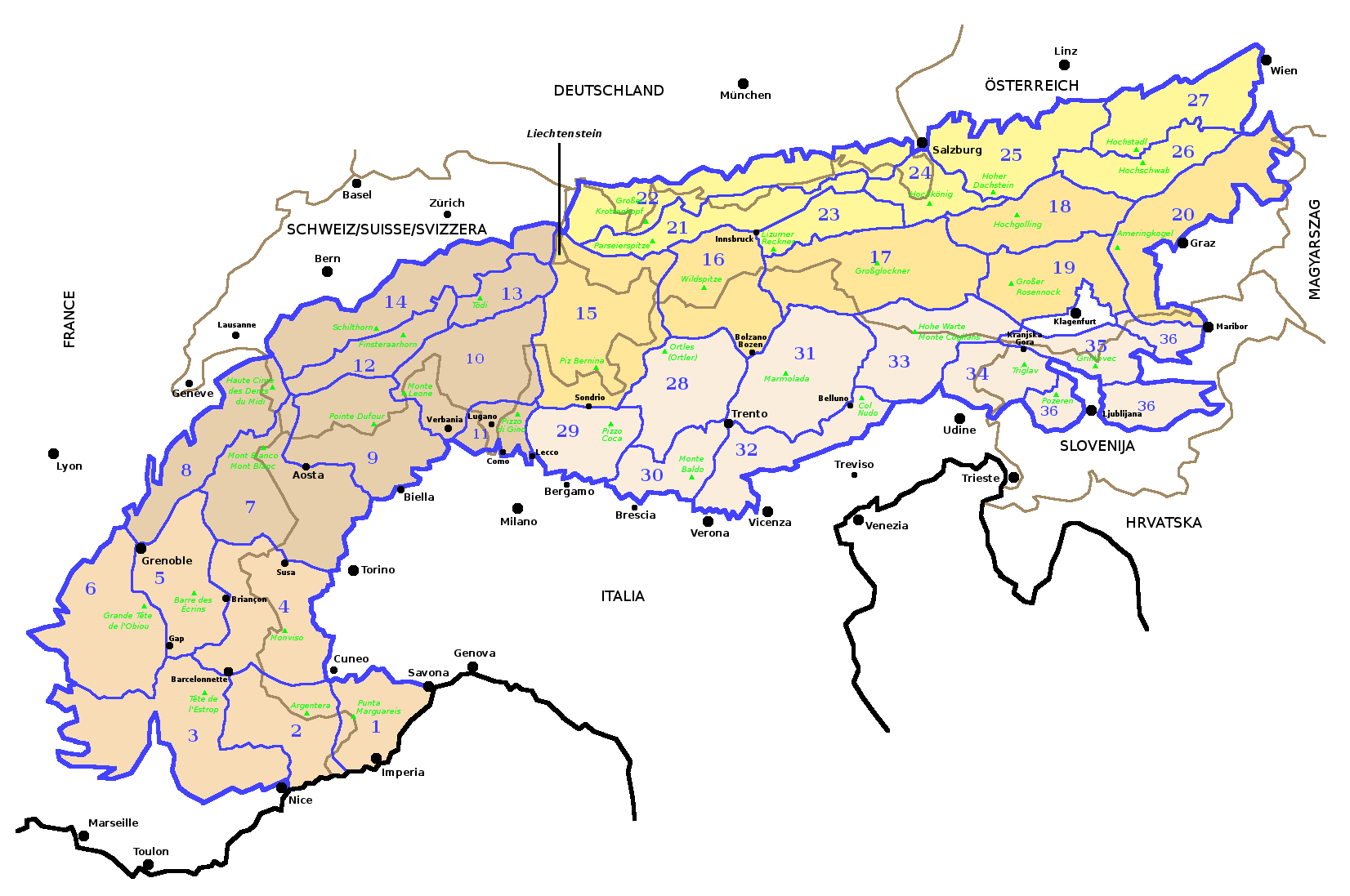
Quadro di unione delle sezioni delle Alpi secondo la SOIUSA.

La Suddivisione Orografica Internazionale Unificata del Sistema Alpino (SOIUSA) è un sistema di classificazione geografica e toponomastica delle Alpi, elaborato da Sergio Marazzi in collaborazione con i più importanti istituti e professionisti degli altri paesi alpini.

## Storia e scopi
La SOIUSA, basandosi su aspetti geologici, geomorfologici, idrogeologici e fitogeografici, ed essendo inoltre compilata nelle lingue italiana, francese, tedesca, slovena (oltre a mantenere i toponimi nei dialetti locali), è una chiave internazionale di lettura della complessa orografia delle Alpi e un'innovativa proposta di aggiornamento per superare le tradizionali partizioni pur valide, ma concepite, a dire dell'autore, dal punto di vista di ogni singolo Paese, a respiro quindi nazionale.
La Partizione delle Alpi, concepita dai geografi italiani, per esempio, fu introdotta nel 1926 dal Comitato Geografico Nazionale sulla base del documento "Nomi e limiti delle grandi parti del Sistema Alpino", proposti da una commissione nominata allo scopo durante il IX Congresso Geografico Italiano del 1924. È stata una delle prime tra le suddivisioni europee a prendere in considerazione l'intero territorio alpino e non solo quello compreso all'interno dei confini di un singolo stato. Pur diffusa in ambito internazionale, specie in Francia, secondo l'autore della SOIUSA risente comunque di un'ottica italocentrica; negli ultimi decenni, per questo motivo, fu da alcuni autori considerata obsoleta.
Nella SOIUSA si è cercato di conciliare i vari sistemi di raggruppamento italiano, francese, svizzero, austriaco e sloveno. In particolare, viene raggiunta l'armonizzazione tra i Gebirgsgruppen della Alpenvereinseinteilung der Ostalpen (abbreviata in AVE) (la suddivisione delle Alpi Orientali secondo i club alpini austriaci e tedeschi, curata da Franz Grassler, in aggiornamento alla precedente classificazione Moriggl-Einteilung der Ostalpen del 1924) con quelli del Geographische Raumgliederung Österreich (l'assetto geografico del territorio austriaco con le aree alpine bavaresi, messo a punto da Reinhard Mang).
La SOIUSA, definita a partire dal 2001, è stata ufficialmente presentata all'inizio dell'anno 2006 col patrocinio del CAI esattamente ottant'anni dopo quella della Partizione delle Alpi, a seguito della pubblicazione del volume di Sergio Marazzi Atlante Orografico delle Alpi. SOIUSA. Ha ricevuto recensioni contrastanti da parte di studiosi e accademici di alcune università italiane e d'oltralpe, non assumendo comunque una validità universale ed ufficiale come peraltro le altre classificazioni ad oggi disponibili.

## Utilizzi
La SOIUSA è stata oggetto di seminari informativi e pubblicazioni web sia da parte del CAI che della FIE.
Al di fuori degli ambiti strettamente accademici ed alpinistici viene utilizzata da varie pubbliche amministrazioni sia italiane che sovranazionali nelle loro pubblicazioni e in atti di programmazione e pianificazione. È inoltre usata come suddivisione della catena alpina in pubblicazioni geografiche, glaciologiche e naturalistiche. La Regione Piemonte ha pubblicato on-line, tramite ARPA-Piemonte, i tracciati GIS dei vari livelli classificatori che costituiscono la SOIUSA.

## Descrizione
- Grande parte = Alpi Occidentali
- Grande settore = Alpi Nord-occidentali
- Sezione = Alpi Graie
- Sottosezione = Alpi del Monte Bianco
- Supergruppo = Massiccio del Monte Bianco
- Gruppo = Gruppo del Monte Bianco
- Sottogruppo = Monte Bianco
- Codice = I/B-7.V-B.2.b

La SOIUSA introduce la bipartizione del sistema alpino (Alpi Occidentali e Alpi Orientali) in sostituzione della precedente tripartizione (Alpi Occidentali, Alpi Centrali e Alpi Orientali), accettata in Italia e in parte anche in Francia, ma mai in Austria e Germania. Le due grandi parti (PT) delle Alpi Occidentali e delle Alpi Orientali sono separate dalla linea Reno - Passo dello Spluga - Lago di Como - Lago di Lecco.
Le due grandi parti si suddividono ulteriormente in:
- 5 grandi settori (SR) ((DE) Sektoren;  (FR) grands secteurs;   (SL) velikih sektorjev)
- 36 sezioni (SZ) ((DE) Sektionen;   (FR) sections;  (SL) sekcij)
- 132 sottosezioni (STS) ((DE) Untersektionen;   (FR) sous-sections;  (SL) podsekcij)
- 333 supergruppi (SPG) ((DE) Supergruppen;   (FR) super-groupes;  (SL) nadgrupa)
- 870 gruppi (GR) ((DE) Gruppen;   (FR) groupes;  (SL) skupine)
- 1625 sottogruppi (STG) ((DE) Untergruppen; (FR) sous-groupes;  (SL) podskupine)

Grandi parti, grandi settori, sezioni e sottosezioni sono individuati tenendo conto sia del criterio morfologico, altimetrico, fitogeografico sia delle regioni storico geografiche alpine. Supergruppi, gruppi e sottogruppi sono individuati secondo un criterio alpinistico.
Nella classificazione sono talvolta presenti anche i settori intermedi tra i raggruppamenti:
- 31 settori di sezioni (SR di SZ)
- 30 settori di sottosezioni (SR di STS)
- 18 settori di supergruppi (SR di SPG)
- 7 settori di gruppi (SR di GR)
- 409 settori di sottogruppi (SR di STG)

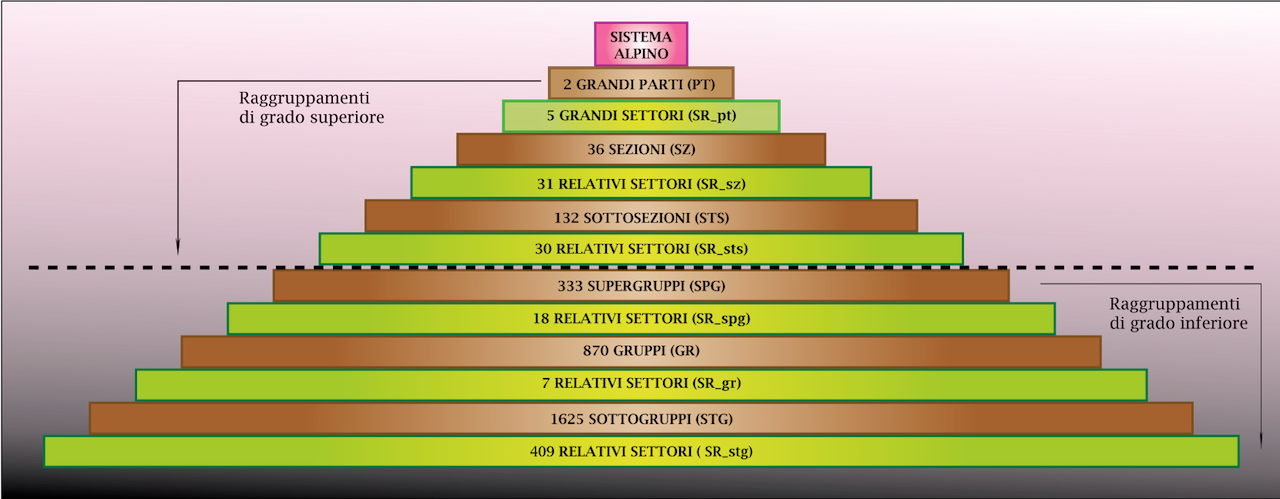
Piramide SOIUSA, ovvero le varie suddivisioni delle Alpi secondo la SOIUSA.

Questa ulteriore suddivisione è stata introdotta «per meglio inquadrare i Gebirgsgruppen dell'AVE der Ostalpen, spesso diversi per dimensioni dai gruppi alpini occidentali, e per non dover escludere nomi usati in luogo per alcuni raggruppamenti non altrimenti inquadrabili».
Le sezioni successive di questa voce seguono il seguente schema:
- Denominazione sezione (massima elevazione)
  - Denominazione sottosezione (denominazione supergruppi)

L'abbreviazione iss sta per in senso stretto e serve a distinguere la denominazione di una sottosezione da quella omonima della sezione (che è da intendersi quindi in senso ampio).

### Denominazioni
I nomi dei gruppi di alto livello (SR, SZ, STS) vengono forniti nelle quattro lingue più diffuse sull'arco alpino (tedesco, francese, italiano, sloveno) e in inglese, mentre le denominazioni dei gruppi di livello inferiore (SPG, GR, STG) vengono riportate nelle sole lingue delle nazioni interessate.
es.: la sottosezione Alpi del Moncenisio (STS.4.III ) è anche chiamata Nördliche Cottische Alpen (de), Northern Cottian Alps (en), Alpes du Mont Cenis (fr) e Severne Kotijske Alpe (sl); al contrario invece per il Gruppo d'Ambin, situato sul confine tra la Francia e l'Italia, oltre alla denominazione italiana viene riportata solo quella francese (Groupe d'Ambin).

## Alpi Occidentali

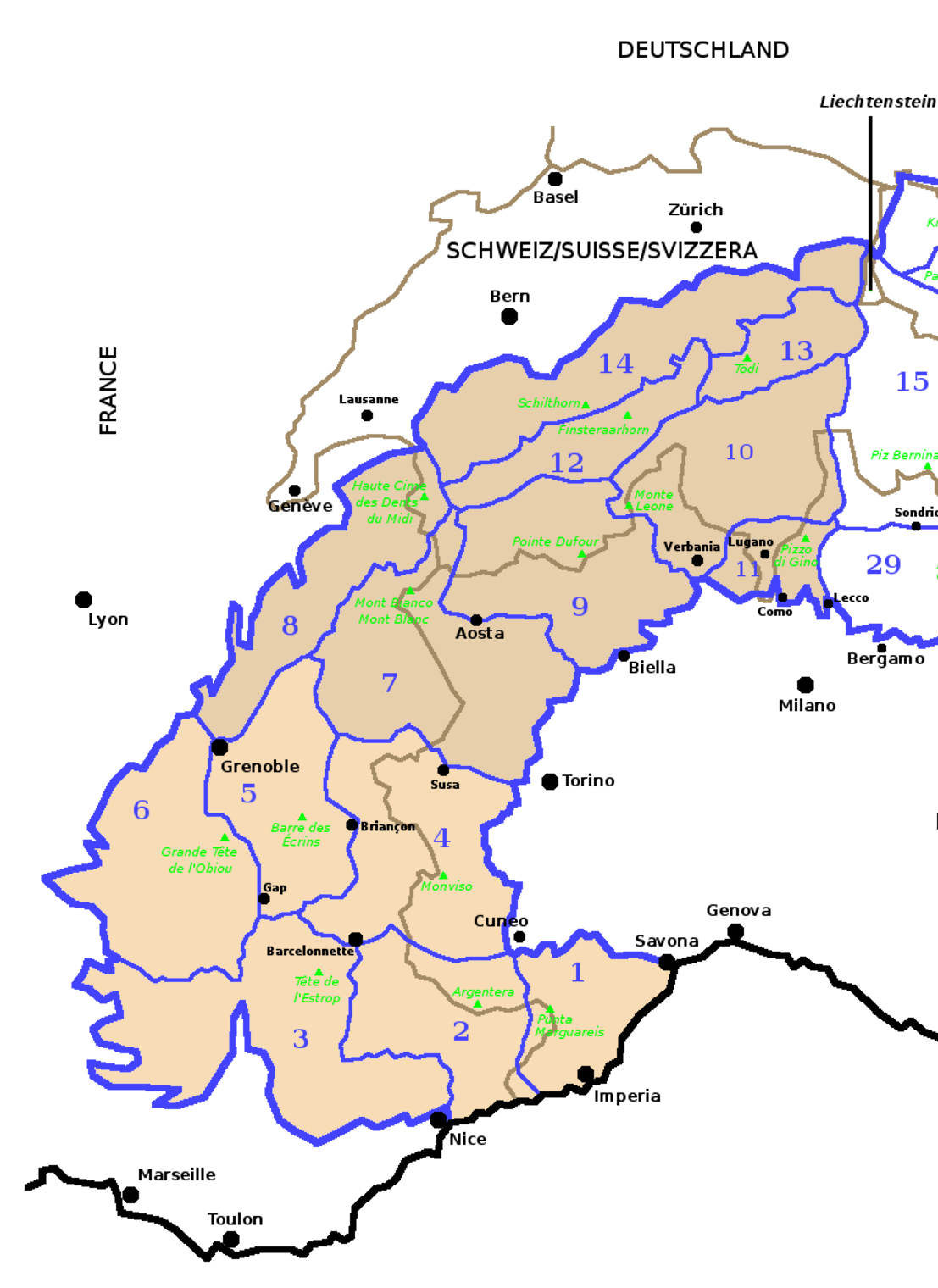
Le sezioni delle Alpi Occidentali secondo la SOIUSA.

Le Alpi Occidentali vanno dalla linea Savona - Colle di Cadibona - Montezemolo - Mondovì alla linea Reno - Passo dello Spluga - Lago di Como - Lago di Lecco. Sono suddivise in due grandi settori: Alpi Sud-occidentali e Alpi Nord-occidentali.

### Alpi Sud-occidentali

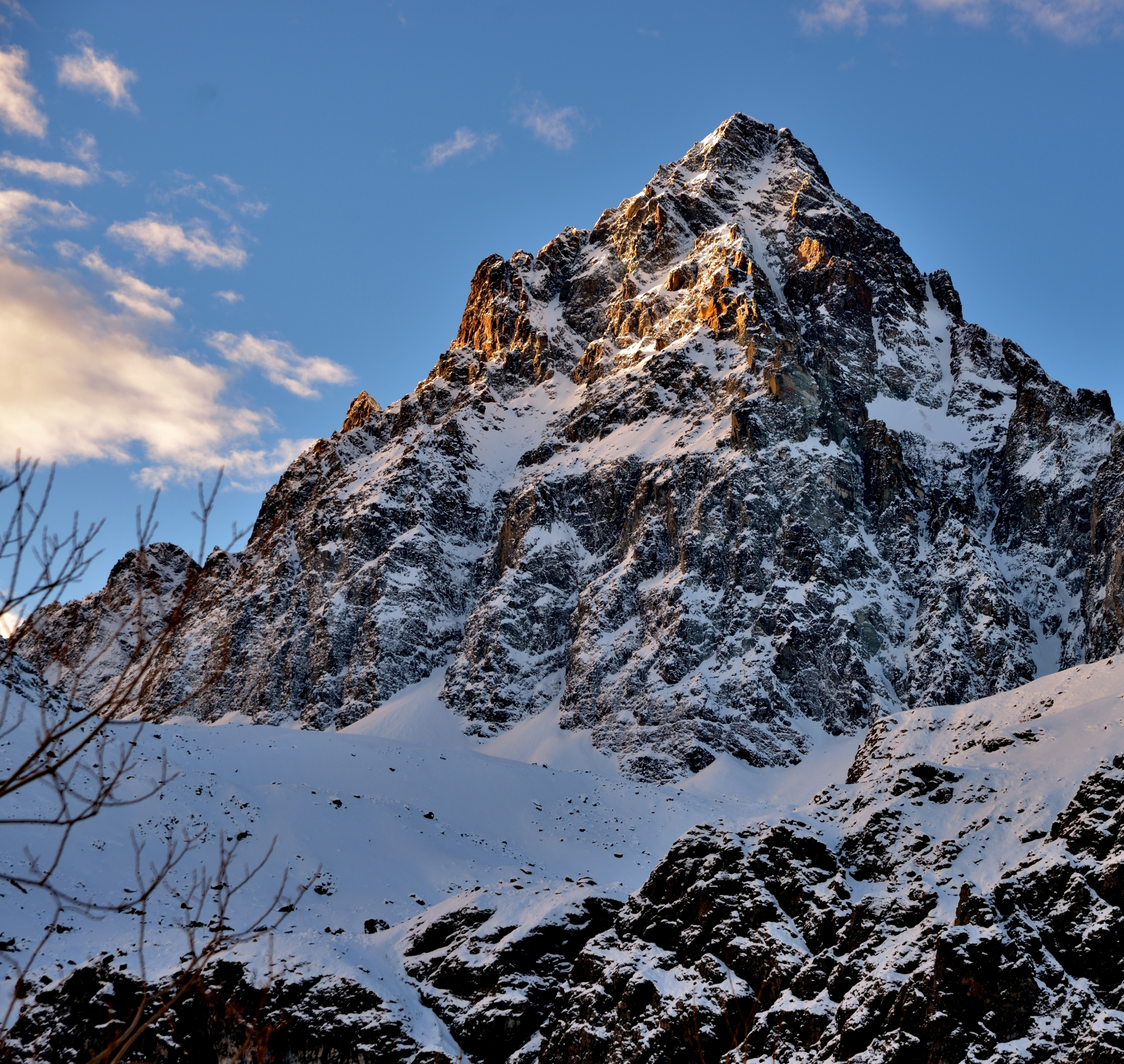
Il Monviso

Le Alpi Sud-occidentali sono divise in 6 sezioni (SZ), 23 sottosezioni (STS) e 46 supergruppi (SPG):
- (1) Alpi Liguri (Punta Marguareis, 2.661 m)
  - Prealpi Liguri (Settepani-Carmo-Armetta)
  - Alpi del Marguareis (Catena del Saccarello; Catena Marguareis-Mongioie)
- (2) Alpi Marittime e Prealpi di Nizza (Monte Argentera, 3.297 m)
  - Alpi Marittime (Gruppo Gelas-Grand Capelet; Catena Argentera-Pépoiri-Matto; Catena Corborant-Tenibres-Enciastraia; Catena Côte de l'Ane-Mounier; Catena Pelat-Frema-Grand Coyer)
  - Prealpi di Nizza (Rocaillon-Grand Braus)
- (3) Alpi e Prealpi di Provenza (Tête de l'Estrop, 2.961 m)
  - Alpi di Provenza (Séolane-Estrop-Caduc-Blanche)
  - Prealpi di Digne (Prealpi meridionali di Digne; Prealpi Settentrionali di Digne)
  - Prealpi di Grasse (Bernarde-Monte Brune-Teillon; Cheiron-Audibergue; Malay-Barjaude)
  - Prealpi di Vaucluse (Monti di Vaucluse e di Lura; Luberon)
- (4) Alpi Cozie (Monviso, 3.841 m)
  - Alpi del Monviso (Gruppo del Chambeyron (in senso ampio); Catena del Parpaillon; Gruppo del Monviso in senso ampio)
  - Alpi del Monginevro (Catena Bucie-Grand Queyron-Orsiera; Catena Bric Froid-Rochebrune-Beal Traversier)
  - Alpi del Moncenisio (Catena Chaberton-Tabor-Galibier; Catena Bernauda-Pierre Menue-Ambin)
- (5) Alpi del Delfinato (Barre des Écrins, 4.102 m)
  - Alpi delle Grandes Rousses e delle Aiguilles d'Arves (Aiguilles d'Arves-Mas de la Grave; Grandes Rousses)
  - Catena di Belledonne (Massiccio dei Sept Laux; Grand Pic de Belledonne-Grand Doménon)
  - Massiccio des Écrins (Catena Écrins-Grande Ruine-Agneaux; Catena Meije-Râteau-Soreiller; Catena Pelvoux-Bans-Sirac; Catena Olan-Rouies; Catena Arias-Muzelle)
  - Massiccio del Taillefer (Taillefer-Grand Armet-Tabor-Génépi)
  - Massiccio del Champsaur (Vieux Chaillol-Colle Blanche)
  - Massiccio dell'Embrunais (Rougnoux-Rochelaire-Mourre Froid)
  - Monti orientali di Gap (Diablée-Dôme de Gap)
- (6) Prealpi del Delfinato (Grande Tête de l'Obiou, 2.790 m)
  - Prealpi del Devoluy (Pic de Bure-Bec de l'Aigle; Grande Tête de l'Obiou-Roc de Garnesier)
  - Prealpi occidentali di Gap (Céüse-Aujour)
  - Prealpi del Vercors (Grand Veymont-Lans-Charande; Serre du Montué-Roc de Toulau-Sausse-Epenet)
  - Prealpi del Diois (Toussière-Duffre-Servelle; Angèle-Vayou-Mélandre)
  - Prealpi delle Baronnies (Arsuc-Clavelière-Vanige; Chabre-Chamouse-Banne)

### Alpi Nord-occidentali

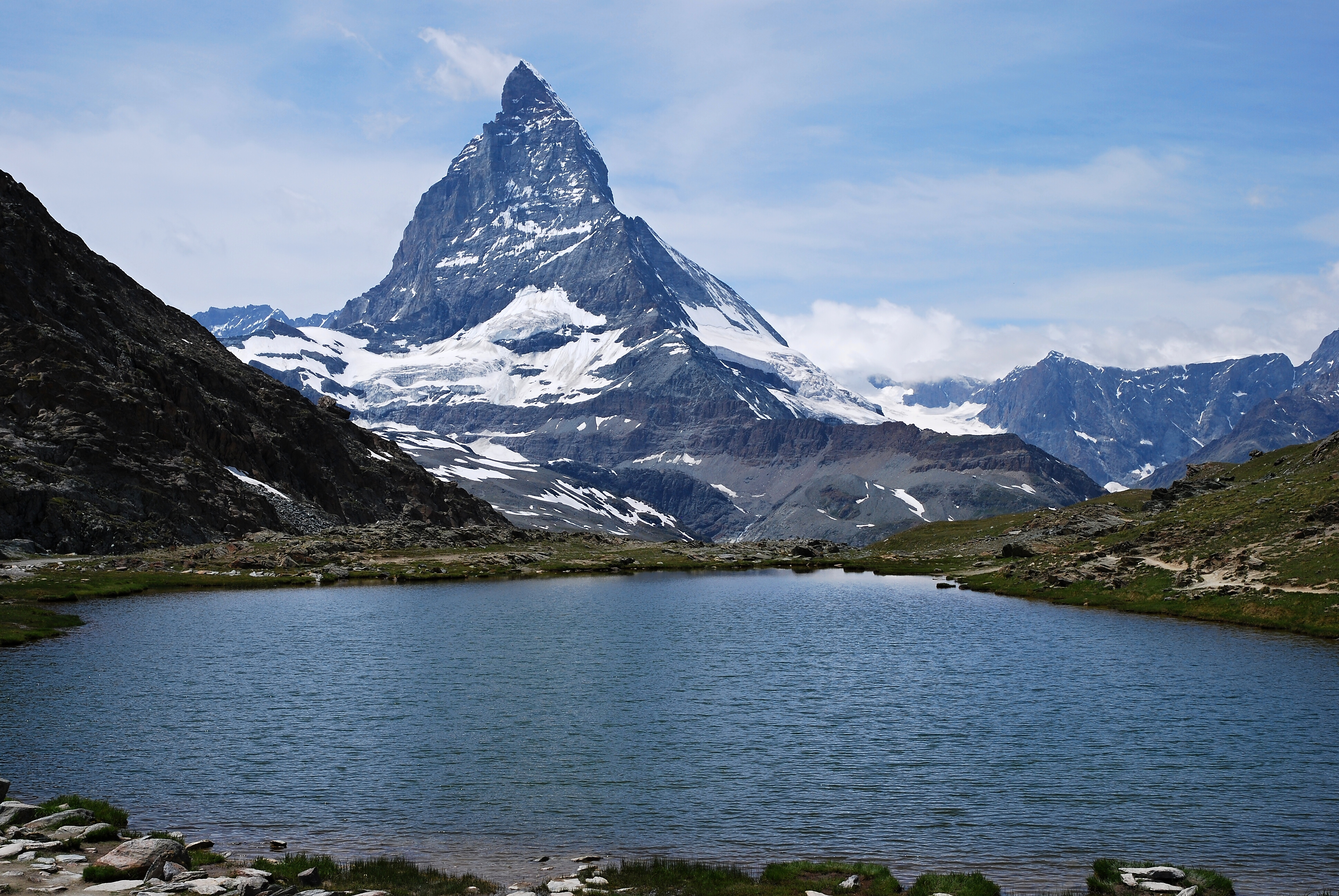
Il Cervino

Le Alpi Nord-occidentali sono divise in 8 sezioni (SZ), 32 sottosezioni (STS) e 89 supergruppi (SPG):
- (7) Alpi Graie (Monte Bianco, 4.810 m)
  - Alpi di Lanzo e dell'Alta Moriana (Catena Rocciamelone-Charbonnel; Catena Arnas-Ciamarella; Catena Levanne-Aiguille Rousse)
  - Alpi della Vanoise e del Grand Arc (Massiccio dell'Iseran; Massiccio della Grande Casse; Massiccio del Monte Pourri; Massiccio della Vanoise; Gébroulaz; Lauzière-Grand Arc)
  - Alpi della Grande Sassière e del Rutor (Catena Grande Sassière-Tsanteleina; Catena Rutor-Léchaud)
  - Alpi del Gran Paradiso (Massiccio del Gran Paradiso; Gruppo della Rosa dei Banchi; Catena Emilius-Tersiva)
  - Alpi del Monte Bianco (Massiccio di Trélatête; Massiccio del Monte Bianco; Massiccio Dolent-Argentière-Trient)
  - Alpi del Beaufortain (Roignais; Penaz-Joly)
- (8) Prealpi di Savoia (Haute Cime des Dents du Midi, 3.257 m)
  - Catena delle Aiguilles Rouges (Aiguilles Rouges)
  - Prealpi del Giffre (Buet-Ruan-Dents du Midi; Fis-Platé-Colonney; Dents Blanches-Avoudrues-Nant Golon)
  - Prealpi dello Sciablese (Haufforts-Grange; Bise-Oche; Roc d'Enfer-Brasses)
  - Prealpi dei Bornes (Aravis; Bargy-Lachat-Tournette)
  - Prealpi dei Bauges (Arcalod-Trélod-Semnoz; Grand Colombier-Margerie-Revard)
  - Prealpi della Chartreuse (Granier-Dent de Crolles-Grand Som; Chamechaude-Charmant Som)
- (9) Alpi Pennine (Monte Rosa, 4.634 m)
  - Alpi del Grand Combin (Grande Rochère-Grand Golliaz; Grand Combin-Monte Vélan; Gelé-Collon; Arolla-Cheilon-Pleureur)
  - Alpi del Weisshorn e del Cervino (Bouquetins-Cervino; Luseney-Cian; Dent Blanche-Grand Cornier; Weisshorn-Zinalrothorn)
  - Alpi del Monte Rosa (Monte Rosa; Contrafforti valdostani del Monte Rosa; Contrafforti valsesiani del Monte Rosa)
  - Alpi Biellesi e Cusiane (Alpi Biellesi; Alpi Cusiane)
  - Alpi del Mischabel e del Weissmies (Massiccio del Mischabel; Andolla; Weissmies)
- (10) Alpi Lepontine (Monte Leone, 3.552 m)
  - Alpi del Monte Leone e del San Gottardo (Monte Leone-Blinnenhorn; Rotondo-Centrale-Piz Blas)
  - Alpi Ticinesi e del Verbano (Basodino-Cristallina-Biela; Onsernone; Togano-Laurasca-Limidario; Campo Tencia-Zucchero-Madone Grosso)
  - Alpi dell'Adula (Medel-Terri; Adula; Monti dello Spluga; Catena Mesolcina)
- (11) Prealpi Luganesi (Pizzo di Gino, 2.245 m)
  - Prealpi Comasche (Catena Gino-Camoghè-Fiorina; Catena Tremezzo-Generoso-Gordona; Catena del Triangolo Lariano)
  - Prealpi Varesine (Tamaro-Gambarogno-Lema; Piambello-Campo dei Fiori-Nudo)
- (12) Alpi bernesi (Finsteraarhorn, 4.274 m)
  - Alpi Urane (Dammastock-Sustenhorn; Titlis-Urirostock)
  - Alpi bernesi iss (Catena Finsteraarhorn-Oberaarhorn-Galmihorn; Catena Jungfrau-Fiescherhorn; Catena Schreckhorn-Wetterhorn; Catena Gletscherhorn-Blümlisalp-Balmhorn; Catena Aletschhorn-Bietschhorn; Catena Wildhorn-Wildstrubel)
  - Alpi di Vaud (Diablerets-Muveran)
- (13) Alpi Glaronesi (Tödi, 3.620 m)
  - Alpi Urano-Glaronesi (Oberalpstock-Clariden-Schärhorn; Glärnisch-Charetalp)
  - Alpi Glaronesi iss (Tödi-Hausstock; Sardona-Tamina; Spitzmeilen-Mürtschen)
- (14) Prealpi svizzere (Schilthorn, 2.970 m)
  - Prealpi di Vaud e Friburgo (Prealpi di Vaud; Prealpi di Friburgo)
  - Prealpi Bernesi (Prealpi di Simmental; Prealpi di Lauterbrunnental; Hohgant-Rothorn)
  - Prealpi di Lucerna e di Untervaldo (Prealpi di Lucerna; Prealpi di Untervaldo)
  - Prealpi di Svitto e di Uri (Prealpi Uranesi e della Moutatal; Prealpi Svittesi e di Zugo; Prealpi di Wagital)
  - Prealpi di Appenzello e di San Gallo (Churfirsten; Alpstein)

## Alpi Orientali

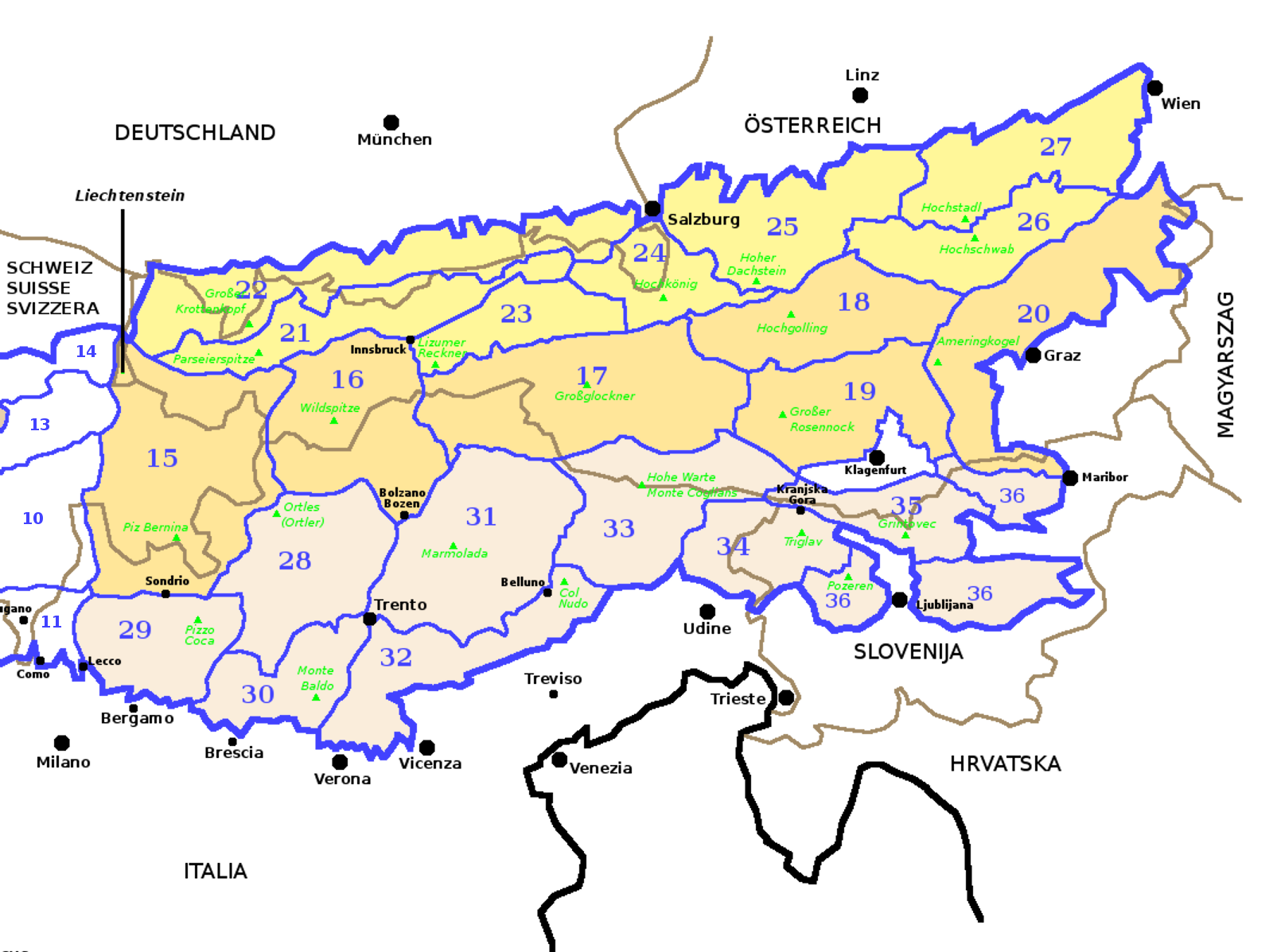
Le sezioni delle Alpi orientali secondo la SOIUSA.

Le Alpi orientali vanno dalla linea Reno - Passo dello Spluga - Lago di Como - Lecco alla linea Vienna - Lago di Neusiedl - Graz - Maribor - Lubiana. Sono suddivise in tre grandi settori: Alpi Centro-orientali, Alpi Nord-orientali e Alpi Sud-orientali.

### Alpi Centro-orientali

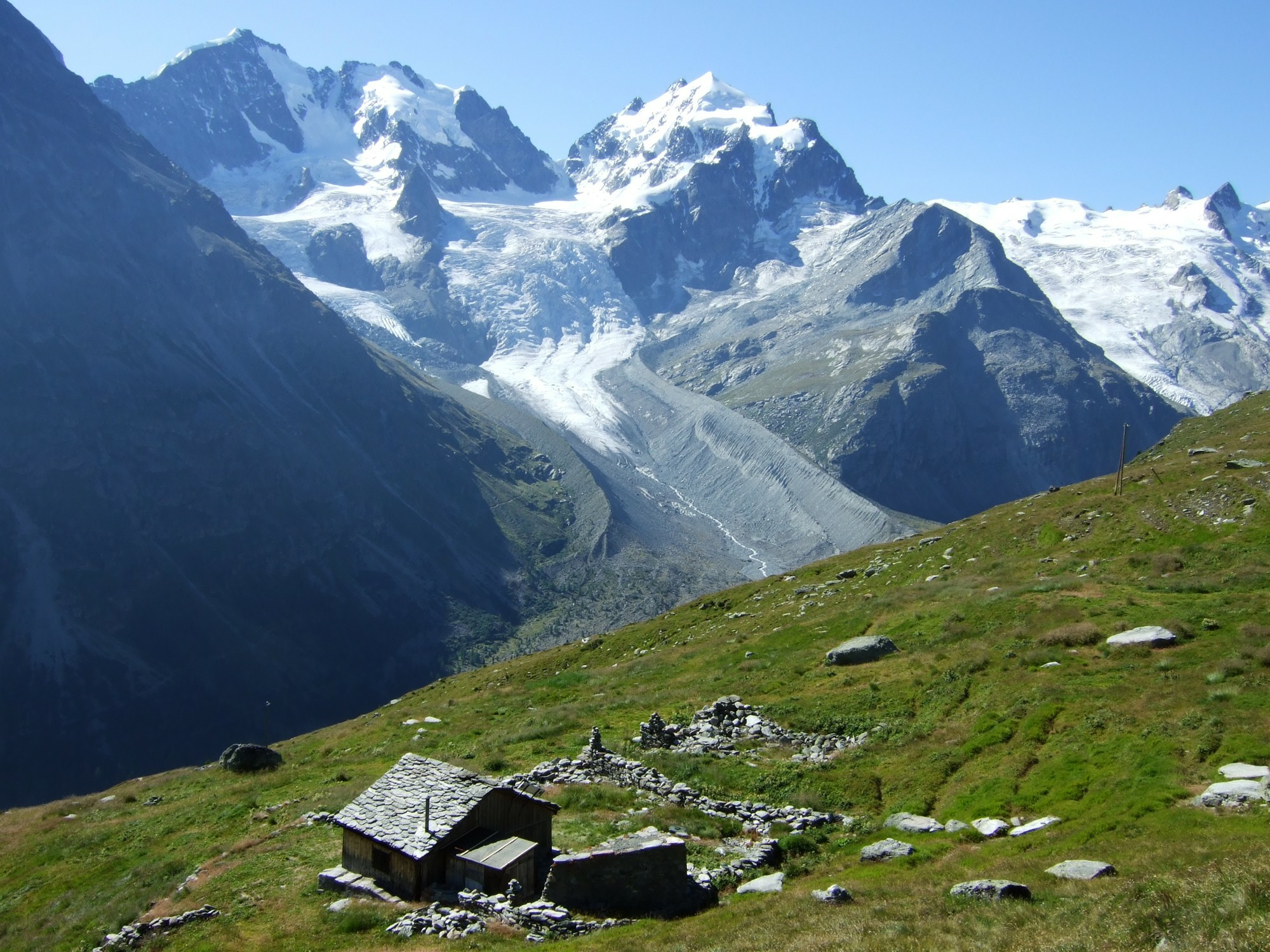
Il Bernina

Le Alpi Centro-orientali sono divise in 6 sezioni (SZ), 25 sottosezioni (STS) e 64 supergruppi (SPG):
- (15) Alpi Retiche occidentali (Pizzo Bernina, 4.049 m)
  - Alpi del Platta (Catena Suretta-Stella-Duan; Catena Platta-Forbesch-Curver)
  - Alpi dell'Albula (Catena Güglia-Err-Bravuogn; Catena Kesch-Chüealphorn-Grialetsch)
  - Alpi del Bernina (Catena Bernina-Scalino; Monti della Val Bregaglia)
  - Alpi di Livigno (Catena Languard-Quattervals; Catena Piazzi-Paradisino)
  - Alpi della Val Müstair (Catena Casina-Umbrail-Pizzo della Forcola; Catena Sesvenna-Tavrü)
  - Alpi del Silvretta, del Samnaun e del Verwall (Silvretta; Samnaun; Verwall)
  - Alpi del Plessur (Hockwang-Weißfluth; Strela-Lenzerhorn-Weißhorn; Stätzerhorn)
  - Catena del Rätikon (Rätikon)
- (16) Alpi Retiche orientali (Wildspitze, 3.772 m)
  - Alpi Venoste (Venoste Orientali; Alpi Passirie (in senso ampio); Alpi Venoste del Nord)
  - Alpi dello Stubai (Alpi Breonie Occidentali; Alpi dello Stubai del Nord)
  - Alpi Sarentine (Punta Cervina-Cima San Giacomo)
- (17) Alpi dei Tauri occidentali (Großglockner, 3.798 m)
  - Alpi della Zillertal (Croda Alta-Olperer; Gran Pilastro; Fundres; Reichenspitze)
  - Alti Tauri (Venediger; Granatspitze; Glockner; Schober; Goldberg; Ankogel)
  - Alpi Pusteresi (Vedrette di Ries; Villgraten)
  - Gruppo del Kreuzeck (Kreuzeck)
- (18) Alpi dei Tauri orientali (Hochgolling, 2.863 m)
  - Tauri di Radstadt (Weißeck-Mosermandl-Hochfeind)
  - Tauri di Schladming e di Murau (Tauri di Schladming in senso stretto; Alpi di Murau)
  - Tauri di Wölz e di Rottenmann (Wölz; Rottenmann)
  - Tauri di Seckau (Gamskögel-Geierhaupt; Seckau)
- (19) Alpi di Stiria e Carinzia (Eisenhut, 2.441 m)
  - Alpi della Gurktal (Kilnprein-Rosennock-Eisenhut; Prankerhöhe-Grebenzen; Wöllaner Nock-Mirnock; Kruckenspitze-Hockeck; Klagenfurt)
  - Alpi occidentali della Lavanttal (Kreiskogel-Zirbitzkogel; Waldkogel-Grafenkogel; Ladingerspitze; Griffn)
- (20) Prealpi di Stiria (Ameringkogel, 2.184 m)
  - Prealpi nord-occidentali di Stiria (Stubalpe; Gleinalpe; Westgraz)
  - Prealpi sud-occidentali di Stiria (Koralpe; Reinischkögel; Kobansko)
  - Prealpi centrali di Stiria (Fischbach; Ostgraz)
  - Prealpi orientali di Stiria (Wechsel-Joglland; Bucklige; Bernstein-Güns; Rosalien-Ödenburg)

### Alpi Nord-orientali

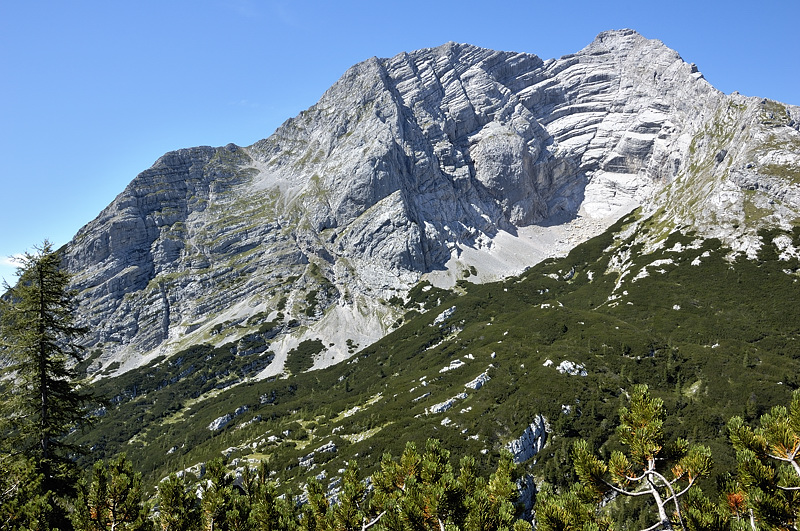
L'Hochtor

Le Alpi Nord-orientali sono divise in 7 sezioni (SZ), 27 sottosezioni (STS) e 69 supergruppi (SPG):
- (21) Alpi Calcaree Nordtirolesi (Parseierspitze, 3.040 m)
  - Alpi della Lechtal (Parseier; Namloser)
  - Monti delle Lechquellen (Spuller Schafberg-Rote Wand-Braunarl)
  - Monti di Mieming e del Wetterstein (Mieming; Wetterstein)
  - Monti del Karwendel (Karwendel; Risser)
  - Alpi di Brandenberg (Rofan; Thierseer)
  - Monti del Kaiser (Wilder Kaiser-Unterberghorn; Zahmer Kaiser)
- (22) Alpi Bavaresi (Großer Krottenkopf, 2.657 m)
  - Prealpi di Bregenz (Prealpi Occidentali di Bregenz; Prealpi Orientali di Bregenz)
  - Alpi dell'Algovia (Walsertal; Prealpi Occidentali dell'Algovia; Alpi dell'Algovia; Prealpi Orientali dell'Algovia; Tannheim)
  - Alpi dell'Ammergau (Daniel-Kreuzspitze-Kramer-Laber; Ammer-Trauch)
  - Alpi del Wallgau (Alpi Occidentali del Wallgau; Alpi Orientali del Wallgau)
  - Alpi del Mangfall (Tegernse; Schlierse)
  - Alpi del Chiemgau (Inzell; Prealpi di Chiemgau)
- (23) Alpi Scistose Tirolesi (Lizumer Reckner, 2.884 m)
  - Prealpi del Tux (Reckner-Malgrübler-Rosenjoch; Kalkwald-Rastkogel)
  - Alpi di Kitzbühel (Wildschönau; Pölven-Ellmau; Glemmtal)
- (24) Alpi Settentrionali Salisburghesi (Hochkönig, 2.941 m)
  - Monti dello Stein (Loferer Steinberge; Gruppo del Kirchberg; Leoganger Steinberge)
  - Alpi scistose salisburghesi (Monti di Dienten; Monti della Fritztal)
  - Alpi di Berchtesgaden (Alpi Meridionali di Berchtesgaden; Alpi Centro-orientali di Berchtesgaden; Alpi Centro-occidentali di Berchtesgaden; Alpi Settentrionali di Berchtesgaden)
  - Monti di Tennen (Tennen)
- (25) Alpi del Salzkammergut e dell'Alta Austria (Hoher Dachstein, 2.993 m)
  - Monti del Dachstein (Gosau; Dachstein; Kemet)
  - Monti del Salzkammergut (Gamsfeld-Osterhorn; Prealpi di Salisburgo; Schafberg-Höllen; Mondse-Gmundn)
  - Monti Totes (Totes; Warscheneck)
  - Prealpi dell'Alta Austria (Grünau; Kirchdorf; Molln; Sengsen; Neustift)
- (26) Alpi Settentrionali di Stiria (Hochtor, 2.369 m)
  - Alpi dell'Ennstal (Haller Mauern; Gesäuse; Eisenerz)
  - Alpi Nord-orientali di Stiria (Hochschwab; Alpi di Mürzsteg; Rax-Schneeberg)
- (27) Alpi della Bassa Austria (Hochstadl, 1.919 m)
  - Alpi di Türnitz (Türnitz; Texing)
  - Alpi dell'Ybbstal (Zellerhut-Ötscher; Lunz; Höllenstein; Eisenwurzen)
  - Prealpi Orientali della Bassa Austria (Gutenstein; Wienerwald)

### Alpi Sud-orientali

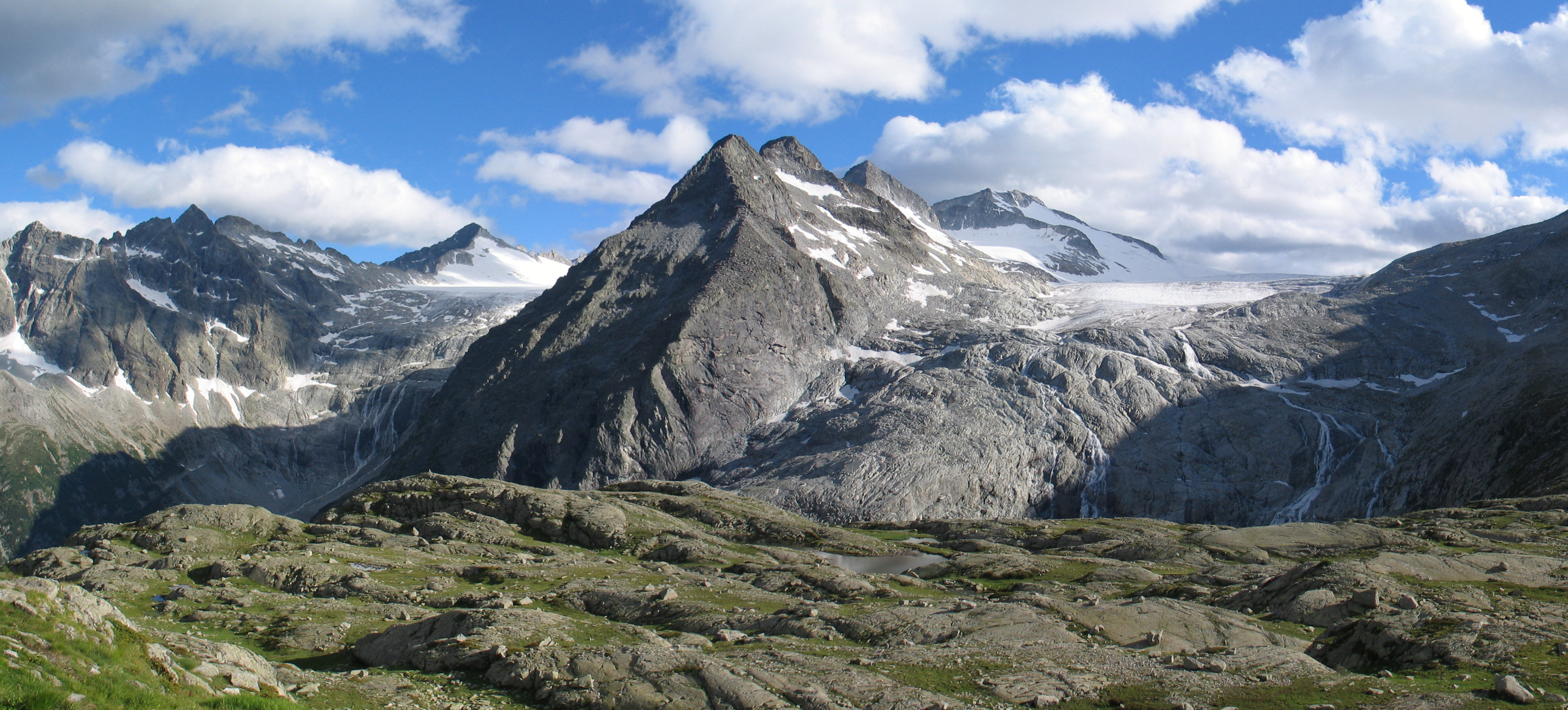
L'Adamello

Le Alpi Sud-orientali sono divise in 9 sezioni (SZ), 25 sottosezioni (STS) e 65 supergruppi (SPG):
- (28) Alpi Retiche meridionali (Ortles, 3.905 m)
  - Alpi dell'Ortles (Gruppo Ortles-Cevedale; Gruppo Sobretta-Gavia)
  - Alpi della Val di Non (Olmi-Luco-Roen)
  - Alpi dell'Adamello e della Presanella (Adamello; Presanella)
  - Dolomiti di Brenta (Brenta-Paganella)
- (29) Alpi e Prealpi Bergamasche (Pizzo di Coca, 3.052 m)
  - Alpi Orobie (Alpi Orobie Orientali; Alpi Orobie Occidentali)
  - Prealpi Bergamasche (Occidentali; Centrali; Orientali)
- (30) Prealpi Bresciane e Gardesane (Monte Cadria, 2.254 m)
  - Prealpi Bresciane (Catena Bresciana Occidentale; Catena Bresciana Orientale)
  - Prealpi Gardesane (Prealpi Giudicarie; Prealpi Gardesane Sud-occidentali; Prealpi Gardesane Orientali)
- (31) Dolomiti (Marmolada, 3.342 m)
  - Dolomiti di Sesto, di Braies e d'Ampezzo (di Sesto; di Braies; Orientali di Badia; Ampezzane; Cadorine)
  - Dolomiti di Zoldo (Settentrionali di Zoldo; Meridionali di Zoldo)
  - Dolomiti di Gardena e di Fassa (di Gardena; di Fassa)
  - Dolomiti di Feltre e delle Pale di San Martino (Pale di San Martino-Feruc; Alpi Feltrine)
  - Dolomiti di Fiemme (Dolomiti Settentrionali di Fiemme; Dolomiti Meridionali di Fiemme)
- (32) Prealpi Venete (Col Nudo, 2.472 m)
  - Prealpi Vicentine (Altipiani; Piccole Dolomiti; Monti Lessini)
  - Prealpi Bellunesi (Grappa; Catena Cavallo-Visentin)
- (33) Alpi Carniche e della Gail (Monte Coglians, 2.780 m)
  - Alpi Carniche (Catena Carnica Occidentale; Catena Carnica Orientale; Alpi Tolmezzine Occidentali; Alpi Tolmezzine Orientali)
  - Alpi della Gail (Occidentali di Lienz; Centrali di Lienz; Orientali di Lienz; Reißkofel-Spitzegel; Latschur-Goldeck; Erzberg-Villacher)
  - Prealpi Carniche (Dolomiti Friulane; Catena Chiarescons-Cornaget-Resettum; Catena Valcalda-Verzegnis)
- (34) Alpi e Prealpi Giulie (Monte Tricorno, 2.863 m)
  - Alpi Giulie (Catena Jôf Fuârt-Montasio; Catena del Canin; Catena Mangart-Jalovec; Catena della Škrlatica; Catena del Tricorno; Catena Nero-Tolminski Kuk-Rodica)
  - Prealpi Giulie (Prealpi Giulie Settentrionali; Prealpi Giulie Meridionali)
- (35) Alpi di Carinzia e di Slovenia (Grintovec, 2.558 m)
  - Caravanche (Occidentali; Settentrionali; Orientali)
  - Alpi di Kamnik e della Savinja (Storžič; Mrzla gora-Grintovec-Ojstrica; Raduha-Golte-Rogatec-Menina)
- (36) Prealpi Slovene (Porezen, 1.630 m)
  - Prealpi Slovene occidentali (Škofjeloško-Cerkljansko-Polhograjsko-Rovtarsko)
  - Prealpi Slovene orientali (Posavje)
  - Prealpi Slovene nord-orientali (Strojna-Pohorje; Vitanje-Konjice)

## Casi particolari
Alcuni casi particolari necessitano di una spiegazione ulteriore circa le scelte operate dalla classificazione della SOIUSA.

### Alpi Liguri
Le Alpi Liguri erano considerate dalla partizione delle Alpi non una sezione a sé stante ma un gruppo delle Alpi Marittime. I limiti erano i medesimi ma il Colle di Tenda le divideva da un altro gruppo delle Alpi Marittime, quello delle Alpi del Varo (gruppo "1b"). Il riconoscimento di una suddivisione indipendente da quella delle Alpi Marittime è stato considerato come uno dei meriti della SOIUSA.

### Carso
Il Carso in questa classificazione è escluso dalle Alpi a differenza, ad esempio, della Partizione delle Alpi che lo inseriva nelle Alpi. Tale scostamento deriva dal fatto che, secondo la letteratura geografica slovena, la zona del Carso non appartiene al Sistema Alpino ma alla Regione Continentale, ossia al sistema dinarico.
Questo fatto ha portato a un'interrogazione parlamentare, presentata dall'onorevole Roberto Menia il 17 giugno 2004, nella quale si supponeva il fatto che con questa visione Trieste non sarebbe più stata geograficamente italiana.
Lo studioso italiano di fenomeni carsici Fabio Forti ha sostenuto che tale scelta sembra appoggiarsi solo su questioni puramente politiche, sorte dopo il secondo conflitto mondiale nel corso dei preliminari per il trattato di pace fra Italia e Jugoslavia. A suo giudizio, secondo la letteratura alpina, la regione carsica è sì una cerniera tra sistema alpino e sistema dinarico, ma è da attribuirsi al primo per questioni storiche, geografiche, geomorfologiche e geologiche.

### Dolomiti
La SOIUSA riconosce la sezione alpina Dolomiti con i medesimi limiti geografici della sezione alpina n. 18 della Partizione delle Alpi. Questo fatto è in contrasto con la definizione delle Dolomiti come l'insieme dei gruppi montuosi in cui è prevalente la roccia dolomitica. Occorre però tener presente che la SOIUSA, oltre che di criteri geologici, tiene anche conto di criteri di continuità territoriale. Questo spiega come in questa sezione siano inserite montagne che non hanno natura dolomitica, quali il Lagorai o la Cima d'Asta. Per contro altri monti a matrice dolomitica appartengono ad altre sezioni come le Dolomiti di Brenta, le Piccole Dolomiti e le Dolomiti Friulane fino alle cosiddette Dolomiti di Valle Stretta (Alpi Cozie).

## Critiche
La classificazione SOIUSA ha suscitato discussioni, critiche costruttive e, come è normale per tutte le proposte di cambiamento, ha suscitato anche alcune polemiche.
Ad esempio, è oggetto di critica da parte di alcuni soggetti e studiosi quali Werner Bätzing, consulente scientifico della Commissione internazionale per la protezione delle Alpi e della Convenzione delle Alpi, secondo cui essa è «una miscela di punti di vista molto diversi, definiti in modo pragmatico e non sistematico», fonte a suo dire di mancanza di chiarezza.
Bätzing critica anche il fatto che la suddivisione della SOIUSA si basa su regioni alpine storiche e geografiche nei raggruppamenti di rango inferiore, ma per quanto riguarda i raggruppamenti più ampi gli stessi criteri storico-geografici non sono tenuti in considerazione.
La Union Internationale des Associations d'Alpinisme non ha accettato i criteri della SOIUSA.
Limitatamente invece al confine tra Alpi e Appennini, su cui esiste comune consenso sulla Bocchetta di Altare (o, più familiarmente, il colle di Cadibona) in Liguria, dal punto di vista petrologico la Guida rossa del Touring Club Italiano, a differenza del SOIUSA, indica, quale confine litologico, il passo dei Giovi, poiché immediatamente a ovest di questo corre una faglia, la cosiddetta Linea di Sestri-Voltaggio, che rappresenta il punto in cui avviene il trapasso geo-morfologico tra i due sistemi montuosi.